# Sankeshu (köping i Kina, Guizhou)
Sankeshu (kinesiska: 三棵树, 三棵树镇) är en köping i Kina. Den ligger i provinsen Guizhou, i den sydvästra delen av landet, omkring 140 kilometer öster om provinshuvudstaden Guiyang. Antalet invånare är 46402. Befolkningen består av 21 581 kvinnor och 24 821 män. Barn under 15 år utgör 24,0 %, vuxna 15-64 år 65 %, och äldre över 65 år 10,0 %.